# 元劭
元劭 （？—528年5月17日），原名子讷，字令言，后改名劭，字子讷，河南郡洛阳县（今河南省洛阳市东），魏献文帝拓跋弘之孙，彭城武宣王元勰与李媛华的嫡出长子，魏孝庄帝元子攸同母哥哥，死后被追谥为孝宣皇帝。

## 生平
元劭承袭了父亲的爵位彭城王，他通晓武艺，年轻时有气节。魏孝明帝元诩初年，梁武帝萧衍派遣将军侵犯北魏边境，元劭上表说：“僭越的小人魂魄游动，窥伺边境，辛劳士兵很久，每天都有上千两黄金的耗费。臣上凭先人的资历，继承丰厚的俸禄，思量以微小的奉献，来辅助如山海般的开支。臣的封国在徐州，离军队很近，谨奉献九千斛粟、六百绢匹、二百国中官吏，来充作军中用度。”灵太后赞许元劭的纯正心意，没有准许元劭的请求。元劭以宗正少卿为起家官，又出任使持节、署理散骑常侍、平东将军、青州刺史。孝昌三年三月辛未（527年4月24日），齐州广川郡百姓刘钧和东清河郡百姓房须反叛，元劭派遣彭城王司马鹿悆都督青州军队前往讨伐，双方在商山交战，北魏军队屡次取胜。鹿悆军中将领统帅都是元劭身边的人，他们擅自增报首级，不合理的请求赏赐布帛，鹿悆当面坚持不给，元劭不听从。鹿悆勃然变色说：“我竭尽心智说的话，是为了王和国家，哪里是为了我鹿悆的家事。”鹿悆不辞别而出，元劭追出来向他道歉。当时梁武帝派遣将领彭群、王辩等人率领七万人马围困琅琊郡，从这年春季到秋季，北魏援军没到，而当时青州和南青州的兵马总计才一万多人，援军秋天到了郧城。长久没有前进。七月，元劭就派遣鹿悆，南青州刺史胡平派遣长史刘仁之，一起都督率领各位将军，径直前往敌军军营，大破梁军，斩下彭群的首级，俘虏割耳两千多。孝昌末年，灵太后丧失德行，四方动乱，元劭有了二心，为安丰王元延明禀告，被征召入朝担任御史中尉。
建义元年夏四月，尔朱荣率领军队抵达河内郡，派遣王相来联络元劭的弟弟元子攸，四月丙申（528年5月13日），元劭与弟弟元子攸、元子正趁夜从高诸渡过黄河，四月丁酉（528年5月14日），元子攸等人在河阳汇合尔朱荣。四月戊戌（528年5月15日），元子攸南渡黄河，登基为皇帝，元劭被封为无上王。建义元年四月庚子（528年5月17日），尔朱荣发动河阴之变，命令数十人拔刀走向魏孝庄帝元子攸行宫，魏孝庄帝与元劭、元子正一起走出帐外。尔朱荣之前派遣并州人郭罗刹、西部高车人叱列平在魏孝庄帝身边侍卫，欺骗魏孝庄帝要防备，将魏孝庄帝抱进帐，其余的人当即杀死元劭和元子正。尔朱荣进入洛阳城后，于建义元年四月壬寅（528年5月19日）上表请求追尊元劭为无上皇帝，魏孝庄帝诏令同意。永安二年四月癸未（529年4月25日），元劭被追谥孝宣皇帝。

## 怀砖
李延寔在永安年间出任青州刺史，临行前去向魏孝庄帝辞行。魏孝庄帝对李延寔说：“怀砖的风俗，世上号称难以治理。舅舅应该好好用心，来满足朝廷的委托。”李延寔回答说：“臣的年纪迫近垂老，生命同于早晨的露水，人世离我越来越远，日益接近坟墓。臣已经久请休闲告退。陛下顾念舅氏，宠爱老臣，使夜里走路的罪人，在万里远处裁制美锦。我谨慎的接受明白的训斥，不敢怠慢。”当时黄门侍郎杨宽在魏孝庄帝身旁，不懂怀砖的意思，就私下询问问舍人温子升，温子升说：“我听说陛下的哥哥彭城王元劭做青州刺史，询问跟从他到青州的宾客，宾客说：‘齐地的人民，风俗浅薄，高谈空话，专心在荣华好处。太守要进入境内，齐人都怀砖对着太守磕头，用来赞美太守。等到替代太守的人来了，太守要回家，齐人就用砖头攻击他。这是说向着他和背弃他快的像翻手掌。’因此京城里的谚语说：‘监狱里没有囚犯，家里没有青州人。即便家道衰落，也不用发愁。’怀砖的意思就是这样来的。”

## 家庭

### 父母
- 元勰，北魏使持节、假黄钺、侍中、太师、领司徒、都督中外诸军事、彭城武宣王[1]
- 李媛华，北魏使持节、侍中、镇西大将军、开府仪同三司、并州刺史、敦煌宣公李宝孙女，北魏司空、清淵文穆公李沖第四女[1]

### 兄弟姐妹
- 宁陵公主
- 元莒犁，北魏寿阳公主
- 元子直，北魏持节、督梁州诸军事、冠军将军、梁州刺史、陈留王
- 元楚华，北魏光城公主
- 元季瑶，北魏丰亭公主
- 元子攸，魏孝庄帝
- 元子正，北魏侍中、骠骑大将军、司徒公、兼尚书令、始平文贞王

### 夫人
- 陇西李氏，北魏太子舍人李休纂之女，追尊文恭皇后[1]

### 子女
- 元韶，北齐特进、彭城县公
- 元袭，东魏中书侍郎、武安王